# Hurensohn
Hurensohn gilt traditionell als eine besonders schwerwiegende Beleidigung, da sie sich nicht nur gegen den Beleidigten selbst, sondern auch gegen die Familienehre, speziell die Ehre der Mutter, richtet. Früher waren damit im deutschen Sprachraum allerdings nicht ausschließlich die Söhne von Huren, sondern auch uneheliche Kinder gemeint, bei denen die Mutter den Vater nicht angeben wollte oder konnte. (Siehe auch: Kind und Kegel)
In der Jugendsprache wird die Bezeichnung seit den 1990er Jahren in der Regel unabhängig vom familiären Hintergrund verwendet. Es kann sich situationsabhängig um eine Provokation bis hin zu einer schweren Anfeindung handeln, allerdings wird es auch oftmals sarkastisch verwendet. Abgekürzt wird sie als Huso oder Huan. Entsprechende Beleidigungen sind auch in anderen Sprachen geläufig, z. B.: engl. son of a bitch (abgekürzt SOB).
Im Deutschrap wird der Begriff häufig genutzt, um den Gegner zu diskreditieren.

## Historische Verwendung
Das Deutsche Wörterbuch von Jacob und Wilhelm Grimm verzeichnet den Hurensohn als bereits im 18. Jahrhundert etabliertes Schimpfwort und nennt als Belegstelle Friedrich Schillers Die Verschwörung des Fiesco zu Genua von 1783: „Heraus, Hassan! Hurensohn der Hölle! Hassan! Hassan!“ „Huren-Sohn“ findet sich bereits 1710 in der Oper Croesus von Reinhard Keiser.
Die Oeconomische Encyclopädie kennt im 18. Jahrhundert den Hurensohn – nicht aber eine Hurentochter – als ein aus unehelichem Beyschlafe erzeugter Sohn. Die Einzelheiten werden unter dem Begriff Hurkind dargestellt:

„Das Hurkind, in der harten Sprechart. […] Im engsten Verstande, ein von einer öffentlichen Hure erzeugtes Kind, oder ein außer der Ehe erzeugtes Kind, dessen Vater die Mutter nicht mit Gewißheit anzugeben vermag, ein Bankart […]“

## Strafbare Äußerung in Deutschland
Die Benutzung des Schimpfwortes Hurensohn kann in Deutschland strafrechtlich verfolgt und eine solche Beleidigung nach § 185 StGB „mit Freiheitsstrafe bis zu einem Jahr oder mit Geldstrafe und, wenn die Beleidigung mittels einer Tätlichkeit begangen wird, mit Freiheitsstrafe bis zu zwei Jahren oder mit Geldstrafe bestraft“ werden.